# Kanisha Jimenez
Kanisha Jimenez (ur. 28 listopada 1995) – portorykańska siatkarka, grająca jako przyjmująca. Obecnie nie występuje w żadnym klubie.